# 이산 값매김환
가환대수학에서 이산 값매김환(離散-環, 영어: discrete valuation ring, 약자 DVR) 또는 이산 부치환(離散付値環)은 정확히 하나의 0이 아닌 극대 아이디얼을 갖는 주 아이디얼 정역이다. 대수기하학적으로, 대수 곡선의 비특이점에서의 국소환을 나타낸다. 그 분수체의 원소는 ‘유리형 함수’의 ‘싹’에 해당하며, 원점(유일한 닫힌 점)에서의 ‘극점’ (또는 ‘영점’)의 ‘차수’를 정의할 수 있다. 이 차수는 정수 값이며, 이산 값매김환의 값매김이라고 한다.

## 정의
{\displaystyle R}가 정역이라고 하자. 편의상, {\displaystyle R}가 만족시킬 수 있는 다음 조건들을 정의하자.
- (N) 뇌터 환이다.
- (LR): 국소환이다.
- (Ded): 데데킨트 정역이다. (이는 (N)을 함의한다.)
- (UFD): 유일 인수 분해 정역이다. ((Ded) + (UFD)는 주 아이디얼 정역이라는 것과 같다. 또한, (Ded) + (UFD) + (NF) = (UFD) + (1D)이다.)
- (NF) 체가 아니다.
- (1D) 크룰 차원이 1이다. (이는 (NF)를 함의한다.)
- (VR) 값매김환이다. (이는 (L)을 함의한다.)

그렇다면, 정역에 대하여 다음 조건들은 모두 서로 동치이며, 이를 만족시키는 정역을 이산 값매김환이라고 한다.
- (VR) + 값군이 {\displaystyle \mathbb {Z} }와 동형이다.[1]:78
- (VR) + (N) + (NF)[1]:78, Theorem 11.1(3)
- (L) + (Ded) + (NF)
- (L) + (N) + (NF) + 극대 아이디얼이 주 아이디얼이다.[1]:79, Theorem 11.2(3)
- (L) + (N) + (1D) + 정수적으로 닫힌 정역이다.[1]:79, Theorem 11.2(4)
- (1D) + 정칙 국소환이다.[1]:106
- (UFD) + (Ded) + 유일한 0이 아닌 소 아이디얼을 가진다.
- (UFD) + (Ded) + 스펙트럼이 시에르핀스키 공간과 위상 동형이다.
- (UFD) + (가역원과의 곱에 대한) 유일한 기약원 동치류를 가진다.

## 성질

### 함의 관계
모든 이산 값매김환은 유클리드 정역을 이룬다.

### 연산에 대한 닫힘
이산 값매김환 {\displaystyle (D,{\mathfrak {m}},\kappa )}의 완비화
{\displaystyle {\hat {D}}=\varprojlim _{n\to \infty }{\frac {D}{{\mathfrak {m}}^{n}}}}
역시 이산 값매김환이다. 

### 원소의 구조
이산 값매김환 {\displaystyle (D,{\mathfrak {m}},\kappa )}의 원소 {\displaystyle t\in D}에 대하여 다음 두 조건이 서로 동치이며, 이 조건을 만족시키는 원소를 균등화원(영어: uniformizing element)이라고 한다.
- {\displaystyle (t)={\mathfrak {m}}}이다. 즉, 유일한 극대 아이디얼 {\displaystyle {\mathfrak {m}}}은 {\displaystyle t}로 생성되는 주 아이디얼이다. (이산 값매김환은 주 아이디얼 정역이므로 이러한 원소는 항상 존재한다.)
- {\displaystyle t}는 {\displaystyle D}의 기약원이다. (즉, 가역원 또는 0이 아닌 두 원소의 곱으로 표현될 수 없다. 이산 값매김환은 정역이므로 이 개념이 잘 정의된다.)

균등화원은 항상 존재하지만, 일반적으로 유일하지 않을 수 있다. 균등화원 {\displaystyle t}의 경우, 임의의 {\displaystyle m,n\in \mathbb {N} }에 대하여
{\displaystyle \forall m,n\in \mathbb {N} \colon \left(m=n\iff t^{m}=t^{n}\right)}
이다. 즉, 균등화원의 서로 다른 자연수 지수의 거듭제곱은 항상 서로 다르다.
이산 값매김환 {\displaystyle (D,{\mathfrak {m}},\kappa )}의 균등화원 {\displaystyle t\in D}이 주어졌을 때, {\displaystyle D}의 모든 아이디얼과 모든 원소는 다음과 같이 표준적으로 분류된다.
- {\displaystyle D} 속의 모든 아이디얼은 {\displaystyle (0)}이거나 또는 어떤 {\displaystyle n\in \mathbb {N} }에 대하여 {\displaystyle (t^{n})}의 꼴이다. (여기서 물론 {\displaystyle (t^{0})=D}이다.)
- {\displaystyle D} 속의 모든 0이 아닌 원소 {\displaystyle x\in D\setminus \{0\}}는 다음과 같이, 가역원과 {\displaystyle t}의 거듭제곱의 곱의 꼴로 유일하게 표현된다.
{\displaystyle x=at^{\nu (x)}\qquad (a\in D^{\times })}

즉, 이산 값매김환의 곱셈 구조는 그 가역원군 {\displaystyle D^{\times }}으로서 완전히 결정된다. 물론, 가환환은 곱셈과 덧셈으로 정의되며, 환의 덧셈 구조는 이와 별개의 데이터이다.

### 대수 곡선의 비특이점의 국소환
이산 값매김환은 1차원 정칙 국소환이므로, 대수기하학에서 이산 값매김환은 대수 곡선 (1차원 스킴) {\displaystyle X}의 닫힌 비특이점 {\displaystyle x\in X}에서의 줄기 {\displaystyle {\mathcal {O}}_{X,x}}이다.
특히, 대수적으로 닫힌 체 위의 대수다양체의 경우는 다음과 같다.
{\displaystyle k}가 대수적으로 닫힌 체라고 하고, {\displaystyle C}가 {\displaystyle k} 위의 대수 곡선(1차원 대수다양체)이며, {\displaystyle x\in C}가 특이점이 아닌 닫힌 점이라고 하자. 그렇다면, 국소환 {\displaystyle {\mathcal {O}}_{C,x}}은 이산 값매김환이며, 포함 관계
{\displaystyle k\subsetneq {\mathcal {O}}_{C,x}\subsetneq {\mathcal {K}}(C)}
가 성립한다. 또한, {\displaystyle k}는 {\displaystyle {\mathcal {O}}_{C,x}}에서 값매김이 0 또는 {\displaystyle \infty }인 원소들로만 구성된다.
반대로, {\displaystyle k}가 대수적으로 닫힌 체이며, {\displaystyle D\supsetneq k}가 이산 값매김환이며, {\displaystyle k}의 원소들의 값매김이 0 또는 {\displaystyle \infty }라고 하자. 그렇다면 {\displaystyle D}는 유리 함수체 {\displaystyle \operatorname {Frac} D}를 갖는 어떤 {\displaystyle k} 위의 대수 곡선의 특이점이 아닌 닫힌 점에서의 국소화이다.:42, Corollary I.6.6 구체적으로, {\displaystyle a\in D\setminus k}라고 하고, 다항식환 {\displaystyle k[a]}의 {\displaystyle D} 속에서의 정수적 폐포를 {\displaystyle B}라고 하자. 그렇다면, {\displaystyle B}는 데데킨트 정역이자 {\displaystyle K} 위의 유한 생성 단위 결합 대수이며, 따라서 {\displaystyle \operatorname {Spec} B}는 {\displaystyle K} 위의 아핀 대수 곡선이다. 또한, {\displaystyle D}의 극대 아이디얼을 {\displaystyle {\mathfrak {m}}}이라고 하면, {\displaystyle {\mathfrak {m}}\cap B}는 {\displaystyle \operatorname {Spec} B}의 극대 아이디얼이며, {\displaystyle \operatorname {Spec} B}의 {\displaystyle {\mathfrak {m}}\cap B}에서의 국소환은 {\displaystyle D}와 동형이다.

### 위상환의 위상
이산 값매김환 {\displaystyle (D,{\mathfrak {m}})}은 국소 가환환이므로 표준적으로 위상환을 이룬다. 이 위상과 호환되는 다음과 같은 거리 함수가 존재한다.
{\displaystyle d(x,y)={\begin{cases}\exp(-\nu (x-y))&x\neq y\\0&x=y\end{cases}}}
여기서 {\displaystyle \nu \colon D\setminus \{0\}\to \mathbb {N} }은 이산 값매김이다.
이 경우, 이산 값매김환 {\displaystyle (D,{\mathfrak {m}},\kappa )}에 대하여 다음 두 조건이 서로 동치이다.
- {\displaystyle D}는 (위상환으로서) 콤팩트 공간이다.
- {\displaystyle D}는 완비 거리 공간이며, 그 잉여류체 {\displaystyle \kappa }는 유한체이다.

### 스킴 구조
이산 값매김환 {\displaystyle (D,{\mathfrak {m}},\kappa )}는 (국소환이므로) 유일한 극대 아이디얼 {\displaystyle {\mathfrak {m}}}을 가지며, (크룰 차원이 1이므로) 소 아이디얼은 두 개 {\displaystyle (0)}, {\displaystyle {\mathfrak {m}}}이다. 즉, 이산 값매김환의 스펙트럼 {\displaystyle \operatorname {Spec} D}는 두 개의 점을 가진다. 그 가운데 {\displaystyle {\mathfrak {m}}}은 닫힌 점, {\displaystyle (0)}은 일반점이다. 특히, {\displaystyle \operatorname {Spec} D}는 위상 공간으로서 시에르핀스키 공간이다.
이 경우, 이산 값매김환 위의 두 표준적인 환 준동형
{\displaystyle D\twoheadrightarrow {\frac {D}{\mathfrak {m}}}=\kappa }
{\displaystyle D\hookrightarrow \operatorname {Frac} D=K}
은 각각 닫힌 점과 일반점에 대응되는 스킴 사상
{\displaystyle \operatorname {Spec} \kappa \to \operatorname {Spec} D}
{\displaystyle \operatorname {Spec} K\to \operatorname {Spec} D}
에 해당한다.

## 예
데데킨트 정역의, 0이 아닌 소 아이디얼에서의 국소화는 이산 값매김환이다. 특히, 대수적 수체의 대수적 정수환은 데데킨트 정역이므로, 대수적 정수환을 0이 아닌 소 아이디얼에서 국소화하여 이산 값매김환의 다양한 예를 얻을 수 있다.
예를 들어, 정수환의 0이 아닌 소 아이디얼 {\displaystyle (p)}에서의 국소화 {\displaystyle \mathbb {Z} _{(p)}}는 이산 값매김환이다.
대표적인 이산 값매김환의 예는 다음과 같다.
| 이산 값매김환 {\displaystyle D} | 값매김 {\displaystyle v}                                | 극대 아이디얼 {\displaystyle {\mathfrak {m}}} | 잉여류체 {\displaystyle D/{\mathfrak {m}}} | 분수체 {\displaystyle \operatorname {Frac} D}            |
| --- | ------------------------------------------------------- | --------------------------------------------- | ------------------------------------------ | -------------------------------------------------------- |
| 소수 {\displaystyle p}에 대한 {\displaystyle p}진 정수환 {\displaystyle \mathbb {Z} _{p}=\varprojlim ^{n\to \infty }\mathbb {Z} /(p^{n})}                        | {\displaystyle p^{n}\mapsto n,\;m\mapsto 0\;(p\nmid m)} | {\displaystyle (p)}                           | {\displaystyle \mathbb {F} _{p}}           | {\displaystyle p}진수체 {\displaystyle \mathbb {Q} _{p}} |
| 정수환의 국소화 {\displaystyle \mathbb {Z} _{(p)}=\{m/n\colon \gcd\{m,n\}=1,\;p\nmid n\}}                                                                        | {\displaystyle p^{n}\mapsto n,\;m\mapsto 0\;(p\nmid m)} | {\displaystyle (p)}                           | {\displaystyle \mathbb {F} _{p}}           | 유리수체 {\displaystyle \mathbb {Q} }                    |
| 체 {\displaystyle K} 위의 형식적 멱급수환 {\displaystyle K[[x]]}                                                                                                 | {\displaystyle x^{n}\mapsto n}                          | {\displaystyle (x)}                           | {\displaystyle K}                          | 형식적 로랑 급수체 {\displaystyle K((x))}                |
| 국소화 {\displaystyle K[x]_{(x)}=\{p/q\colon p,q\in K[x],\;q(0)\neq 0\}}                                                                                         | {\displaystyle x^{n}\mapsto n}                          | {\displaystyle (x)}                           | {\displaystyle K}                          | 유리 함수체 {\displaystyle K(x)}                         |
| 수렴 거듭제곱 급수환 {\displaystyle \{p\in K[[x]]\colon \exists \epsilon >0\forall x\colon \|x\|<\epsilon \implies p(x)<\infty \},\,K=\mathbb {R} ,\mathbb {C} } | {\displaystyle x^{n}\mapsto n}                          | {\displaystyle (x)}                           | {\displaystyle K}                          | 원점 근방의 유리형 함수체                                |

## 같이 보기
- 국소환
- 값매김환